# Ясуба Ясукадзу
Ясуба Ясукадзу (яп. 安場 保和, 14 мая 1835 — 23 мая 1899) — японский государственный деятель, губернатор префектур Хоккайдо (1897—1898), Айти (1875—1880, 1892), Фукуока (1886—1892) и Фукусима (1872—1875), член Палаты пэров Японии (1892—1899), барон (с 1896).

## Биография
Родился в княжестве Кумамото в семье вассала даймё Кумамото. В возрасте восьми лет поступил в княжескую школу Дзисюкан, где стал учеником Ёкоя Сёнана. В 1868 году участвовал в войне Босин.
В 1872 году присоединился к миссии Ивакуры и посетил Европу и Соединенные Штаты. Сразу после возвращения в Японию стал третьим губернатором префектуры Фукусима. Ясуба посвятил себя развитию и модернизации регионов Тохоку и Хоккайдо. Например, канал Асака в префектуре Фукусима был построен приглашённым голландским инженером Корнелисом Йоханнесом ван Дорном. Первоначальный план (грандиозный канал пересекающий регион Тохоку от реки Абукума до озера Инавасиро, а затем до реки Агано) был оставлен и заменён строительством железной дороги. Деятельность Ясуба заложила основу для развития нынешнего района Корияма. Ясукадзу также пытался завоевать расположение людей, построив мост Тоцуна в Фукусиме на средства префектуры.
В 1875 году был назначен губернатором префектуры Айти. В 1880—1885 годах являлся членом Гэнроина. Во время своего пребывания в должности путешествовал на север от Нэмуро на Хоккайдо через Курильские острова переправлялся на остров Шумшу, а на обратном пути с острова Кунашир и Нэмуро обследовал внутренние районы Хоккайдо и написал «Мнение о безопасности Курильских островов и развитии Хоккайдо». Этот отчёт, проповедовавший важность севера, был представлен санги Ито Хиробуми. 
В 1886 году стал губернатором префектуры Фукуока. В 1892 году, будучи губернатором Фукуоки, сыграл центральную роль во вмешательстве в выборы членов Палаты представителей и вскоре Ясуба был вынужден уйти в отставку вместе с заместителем министра внутренних дел Сиранэ Сэнъити. 3 августа того же года был назначен членом Палаты пэров, а позже стал генеральным секретарём партии Кокумин Кёкай.
5 июня 1896 года ему был присвоен титул барона (дансяку), а в 1897 году был губернатором префектуры Хоккайдо после того, как был оценён его план развития Хоккайдо.
Похоронен в токийском храме Китидзё-дзи в районе Бункё.

## Семья
Приёмный сын, Ясуба Суэнобу, японский предприниматель и политик. Старшая дочь, Ясуба Томо, жена Ясубы Суэнобу. Вторая дочь, Ясуба Кадзуко, жена Гото Симпэя.

## Награды
- Орден Восходящего солнца 2 класса (29 мая 1888)[1]
- Памятная медаль в честь вступления в действие императорской конституции (25 ноября 1889)[2]